# Маја Рефико
Маја Рефико (шп. Maia Reficco; 14. јул 2000) америчка је глумица и певачица.